# Tadcaster
Tadcaster – miasto i civil parish w Wielkiej Brytanii, w Anglii, w regionie Yorkshire and the Humber, w hrabstwie North Yorkshire, w dystrykcie (unitary authority) North Yorkshire. Leży 14,4 km od miasta York i 275,6 km od Londynu. W 2011 roku civil parish liczyła 6003 mieszkańców. Tadcaster jest wspomniana w Domesday Book (1086) jako Tatecastre.